# 维斯瓦·巴拉蒂大学
维斯瓦·巴拉蒂大学（英語：Visva-Bharati University）為一所印度大學，位于西孟加拉邦加尔各答市的桑蒂尼盖登鎮。

## 历史
校名“Visva-Bharati”出自古印度《吠陀经》上的一句格言“yatra visvam bhawati ekanidam”，意思是全世界在这个鸟巢中相会。1921年，由罗宾德拉纳特·泰戈尔创建。1951年通过议案，宣布该大学为中央大学。1921年起，大学开设汉语系、1937年成立了中国学院并由谭云山主持工作至1970年代，中国学院现有本科及硕士研究生160多人。